# Бар, Шрага
Шрага Бар (ивр. שרגא בר‎; род. 24 марта 1948, Хофгайсмар) — израильский футболист, играл на позиции защитника. Участник чемпионата мира 1970 года.

## Биография

### Клубная карьера
Уроженец немецкого города Хофгайсмар. В течение 14 сезонов играл за «Маккаби» из Нетании, в составе которого выиграл три чемпионских титула, Кубок Израиля в 1978 году и два Суперкубка Израиля. Всего за «Маккаби» Бар сыграл 375 матчей в чемпионате Израиля.
В 1978 году перешёл в «Хапоэль» из Рамат-Гана, в котором отыграл один сезон и завершил карьеру.

### Карьера в сборной
В составе сборной Израиля Бар принимал участие на олимпийском турнире 1968 года, где сыграл в 4 матчах, а в игре со сборной Сальвадора забил гол; тот матч закончился победой Израиля со счётом 3:1.
На чемпионате мира 1970 года Бар сыграл в трёх матчах группового этапа со сборными Уругвая (0:2), Швеции (1:1) и Италии (0:0). Всего за сборную Израиля сыграл 34 матча, в которых забил 1 гол.

## Достижения
«Маккаби (Нетания)»
- Чемпион Израиля (3): 1970/71, 1973/74, 1977/78
- Обладатель Кубка Израиля (1): 1977/1978
- Обладатель Суперкубка Израиля (5): 1971, 1974